# میدان جبری اعداد
در ریاضیات، میدان جبری اعداد (به انگلیسی: Algebraic Number Field) (یا میدان عددی جبری یا صرفاً میدان عددی)، میدانی چون K است که توسیعی از اعداد گویای {\displaystyle \mathbb {Q} } با درجه متناهی (پس جبری است) می‌باشد. ازین رو K میدانی است که {\displaystyle \mathbb {Q} } را در بر داشته و هنگامی که به عنوان فضای برداری روی {\displaystyle \mathbb {Q} } در نظر گرفته شود، دارای بعد متناهی خواهد بود.
مطالعه میدان‌های عددی جبری، و به طور کلی تر، توسیع‌های جبری از میدان اعداد گویا، جزو مباحث مرکزی در نظریه جبری اعداد است.

## ارجاعات
- مشارکت‌کنندگان ویکی‌پدیا. «Algebraic Number Field». در دانشنامهٔ ویکی‌پدیای انگلیسی، بازبینی‌شده در ۴ مهٔ ۲۰۲۱.